# فيلهيلمينا الكسندر
فيلهيلمينا الكسندر هي رسامة كندية، ولدت في 2 يوليو 1871، وتوفيت في 7 نوفمبر 1961.